# Atzara
Atzara (sardisk: Atzàra) er en by og en kommune (comune) i provinsen Nuoro i regionen Sardinien i Italien. Byen ligger i 553 meters højde og har 1.133 indbyggere (2016). Kommunen har et areal på 35,92 km² og grænser til kommunerne Belvì, Meana Sardo, Sorgono og Samugheo.